# Tom Berger
Tom Kaspar Berger (* 31. Juli 2001) ist ein deutscher Fußballspieler.

## Karriere
Nach seinen Anfängen in der Jugend des MTV Walle wechselte er im Sommer 2012 in die Jugendabteilung des VfL Wolfsburg. Nach insgesamt 15 Spielen in der B-Junioren-Bundesliga und 34 Spielen in der A-Junioren-Bundesliga, bei denen ihm insgesamt vier Tore gelangen, wurde er im Sommer 2020 in den Kader der 2. Mannschaft seines Vereins in der Regionalliga Nord aufgenommen. Nach sieben Ligaspielen wechselte er im Sommer 2021 ligaintern zur zweiten Mannschaft von Werder Bremen. Er gehörte im Frühjahr 2023 auch in sechs Spielen dem Spieltagskader der ersten Mannschaft in der Bundesliga an, kam allerdings nicht zum Einsatz.
Mitte August 2023 wechselte er zum Drittligisten Dynamo Dresden, unterschrieb einen Vertrag bis 2025 und kam dort auch zu seinem ersten Einsatz im Profibereich, als er am 2. September 2023, dem 5. Spieltag, beim 2:0-Heimsieg gegen den FC Ingolstadt 04 in der 81. Spielminute für Luca Herrmann eingewechselt wurde. Im Sommer 2025 verließ er Dynamo Dresden.

## Erfolge
VfL Wolfsburg
- Meister der A-Junioren-Bundesliga Nord/Nordost: 2019